# Nesiostrymon aibonito
Nesiostrymon aibonito är en fjärilsart som beskrevs av Comstock och Huntington 1943. Nesiostrymon aibonito ingår i släktet Nesiostrymon och familjen juvelvingar. Inga underarter finns listade i Catalogue of Life.